# Ločki Vrh (Benedikt, Slovenija)

Ločki Vrh je naselje u općini Benedikt u Sloveniji.